# Втрати 23-ї окремої механізованої бригади
У статті описано обставини загибелі бійців 23-ї окремої механізованої бригади.

## Обставини втрат

### 2023
1. 4 червня 2023 — Тімукін Іван Анатолійович. 11 листопада 1987 р.н., Херсонська область. Загинув 4 червня 2023 року поблизу населеного пункту Левадне Запорізької області у віці 36 років. Виконуючи бойове завдання потрапив під ворожий мінометний обстріл, отримав поранення, несумісні з життям. Похований на Військовому Меморіалі Берковецького кладовища в м. Київ.
2. сержант Андрій Шмєльов, 1-й батальон. Загинув у червні 2023, запорізький напрямок.[1][2]
3. 7 червня 2023 року — Костянтин «Кот» Бровкін 41 рік. Поблизу с. Новодарівка в Запорізькій області. Командир розвід відділення загинув в результаті розвідки на позиціі противника, попав під кулеметний вогонь.
4. 1 липня 2023 - Євгеній Чубко ("Гном"), старший лейтенант. Загинув в районі села Приютне Запорізької області[3].
5. 19 липня 2023 — Фролов Вадим. Херсонська область. Сапер[4]
6. 18 серпня 2023 — Суховій Сергій Андрійович. 21.11.1979, селище Велика Писарівка Охтирського району Сумської області. Старший сержант. Загинув біля с. Приютне, Запорізької області[5][6].
7. 27 вересня 2023 — старший солдат, снайпер Бернацький Ростислав. Біля сел. Копані Запорізької області. Нагороджений орденом «За мужність» ІІІ ступеня (посмертно).
8. 12 жовтня 2023 — Євсюков Сергій Станіславович («Фізрук»). 27 років, с. Кам'янка Харківської області. Загинув в результаті мінометного обстрілу поблизу села Роботине Запорізької області[7].
9. 12 грудня 2023 — Яцюк Денис («Нед»). 39 років, м. Дніпро. Загинув під Авдіївкою[8].

### 2024
1. 14 січня 2024 — Мельник Володимир Сергійович, молодший сержант, командир зенітно-артилерійського відділення.[9]
2. 25 лютого 2024 — Артем Байрачний, старший солдат. Загинув поблизу села Побєда на Донеччині.[10]
3. 25 лютого 2024 — Віктор Мазуренко, старший стрілець-оператор. Загинув поблизу села Побєда на Донеччині.[10]
4. 21 березня 2024 — Олександр Сухина, стрілець-санітар.[11]
5. 14 липня 2024 — Романченко Олександр Борисович. Зник безвісти поблизу села Нью-Йорк, стрілець-помічник гранатометника[12].
6. 19 липня 2024 — Потьомкін Леонтій Анатолійович, загинув під час виконання бойового завдання в н.п. Часів Яр Бахмутського району Донецької області[13].
7. 24 липня 2024 - Сергій Гімадєєв, старший солдат. Загинув під час виконання бойового завдання внаслідок ворожого авіаудару в районі міста Часів Яр на Донеччині[14].
8. 21 серпня 2024 — Пожидаєв Дмитро. Старший солдат. Загинув поблизу Часового Яру на Донеччині[15].
9. 11 листопада 2024 — Паламар Віталій, 22.07.1986 р.н., с. Середній Майдан. Солдат, механік-водій. Загинув поблизу Торецька Донецької області[16].
10. 30 грудня 2024 - Олександр Боровий, молодший лейтенант. Загинув поблизу селища Роздольне у Волноваському районі Донеччини в результаті ударів дронів[17].

### 2025
1. 7 січня 2025 — Євгеній Йожиков, 25.04.1987, м. Хмельницький. Загинув у бою на Донеччині[18].
2. 16 червня 2025 - Віталій Патріарх, 43 роки. Загинув під час виконання бойового завдання поблизу населеного пункту Павлівка Сумської області[19].